# Horní Těšice
Horní Těšice é uma comuna checa localizada na região de Olomouc, distrito de Přerov.